# 디리앙엔 FC
디리앙엔 FC (Diriangén FC_는 니카라과 디리암바를 연고지를 하는 니카라과의 명문 축구 클럽이다.

## 선수 명단

### 현역
- 에릭 호세 테예스 폰세카(2008 ~ )
- 루이스 페르난도 코페테(2022 ~ )